# Lilias Homburger
Lilias Homburger (1880-1969) est une linguiste germano-franco-anglaise. Spécialisée en langues dravidiennes, s'inscrivant dans la lignée d'Antoine Meillet, elle a enseigné et a été directrice d’études de linguistique africaine à l’École pratique des hautes études. Elle a été présidente de la Société de linguistique de Paris de 1940 à 1944.
Lilias Homburger fut la première femme proposée pour l’obtention d’une chaire à l'Inalco (dialectes soudanais, c’est-à-dire le peul et le mandingue) en 1927. L’idée était sans doute avant-gardiste car elle ne fut pas validée par le Ministère. Entre plusieurs expéditions au Cameroun et en Guinée, elle a donné pendant plusieurs années des cours de langues bantoues (1923-1928). Elle revient aux Langues O’ de 1945 à 1958 où elle est chargée de l’enseignement des langues africaines. 

## Études
- Étude sur la phonétique historique du bantou, E. Champion, 1914.
- Noms des parties du corps dans les langues négro-africaines, E. Champion, 1929.
- Les Préfixes nominaux dans les parlers peul, haoussa et bantous, Institut d’ethnologie, 1929.
- Le Langage et les Langues, Payot, 1951.
- Les Langues négro-africaines et les Peuples qui les parlent (1941), Payot, 1957.

## Articles
- « Notes sur quelques morphèmes communs à l’égyptien et aux langues négro-africaines », Journal asiatique, vol. 212, no 1,‎ janvier-mars 1928, p. 327-345 (lire en ligne)
- « La morphologie nubienne et l’égyptien », Journal asiatique, vol. 218,‎ avril-juin 1931, p. 249-279 (lire en ligne)
- « Les dialectes coptes et mandés », Bulletin de la Société de linguistique de Paris, vol. 30,‎ 1930, p. 1-57 (lire en ligne)
- « Annexe au procès-verbal: Le massai et l’égyptien », Journal asiatique, vol. 222,‎ janvier-mars 1933, p. 187-188 (lire en ligne)